# San Bernardino-Tippecanoe (Metrolink)
La  Estación San Bernardino-Tippecanoe (en inglés: San Bernardino-Tippecanoe station), es una estación de tren ligero de la línea Arrow de Metrolink en San Bernardino, California, área regional de Los Angeles en Estados Unidos. La estación es propiedad de la Autoridad de Transportación del Condado de San Bernardino.

## Descripción
Inaugurada el 24 de octubre de 2022. La estación cuenta con un andén de plataforma lateral.

## Servicio
Arrow opera todo los días aproximadamente entre las 4:00 a. m. y las 11:00 p. m. Llegan cada 30 minutos por la mañana y por la noche, y cada 60 minutos desde medio día hasta media tarde. Los fines de semana, los trenes operan entre las 7:30 a. m. y las 10:00 p. m., con una frecuencia de 60 minutos. La mayoría de los horarios de los viajes están coordinados para permitir tiempos de conexión relativamente cortos con los trenes de la línea San Bernardino, en la estación San Bernardino-Downtown para viajes hacia el oeste, para Los Ángeles.